# Thomas Pynchon
Thomas Ruggles Pynchon, Jr. (Long Island, Nueva York; 8 de mayo de 1937) es un escritor estadounidense, considerado uno de los novelistas más célebres de la actualidad. Se destaca tanto por su narrativa compleja y laberíntica como por su aversión a los medios. Debido a esto último, solo se conoce media docena de fotos suyas de estudiante y recluta en la marina.
Es considerado actualmente como una de las voces más importantes del posmodernismo maximalista. Su novela más destacada, El arco iris de gravedad, fue rechazada por el jurado del Premio Pulitzer por considerarla obscena y en cambio ganó el National Book Award. La prosa de Pynchon ha sido catalogado de diversas maneras: paranoica, histérica, densa, aunque no le han negado la trascendental importancia que tiene en la literatura de fines del siglo XX. Es citado periódicamente como candidato al Premio Nobel de Literatura. El crítico Harold Bloom citó a Pynchon como uno de los más grandes novelistas estadounidenses de su tiempo junto a Don DeLillo, Philip Roth y Cormac McCarthy.

## Primeros años

### Infancia
Thomas Ruggles Pynchon, Junior nació el 8 de mayo de 1937, en Glen Cove, Long Island, en el estado de Nueva York en el seno de una familia con tres niños. Uno de sus antepasados, William Pynchon, emigró a los Estados Unidos en 1630 en la Flota Winthrop.

### Formación

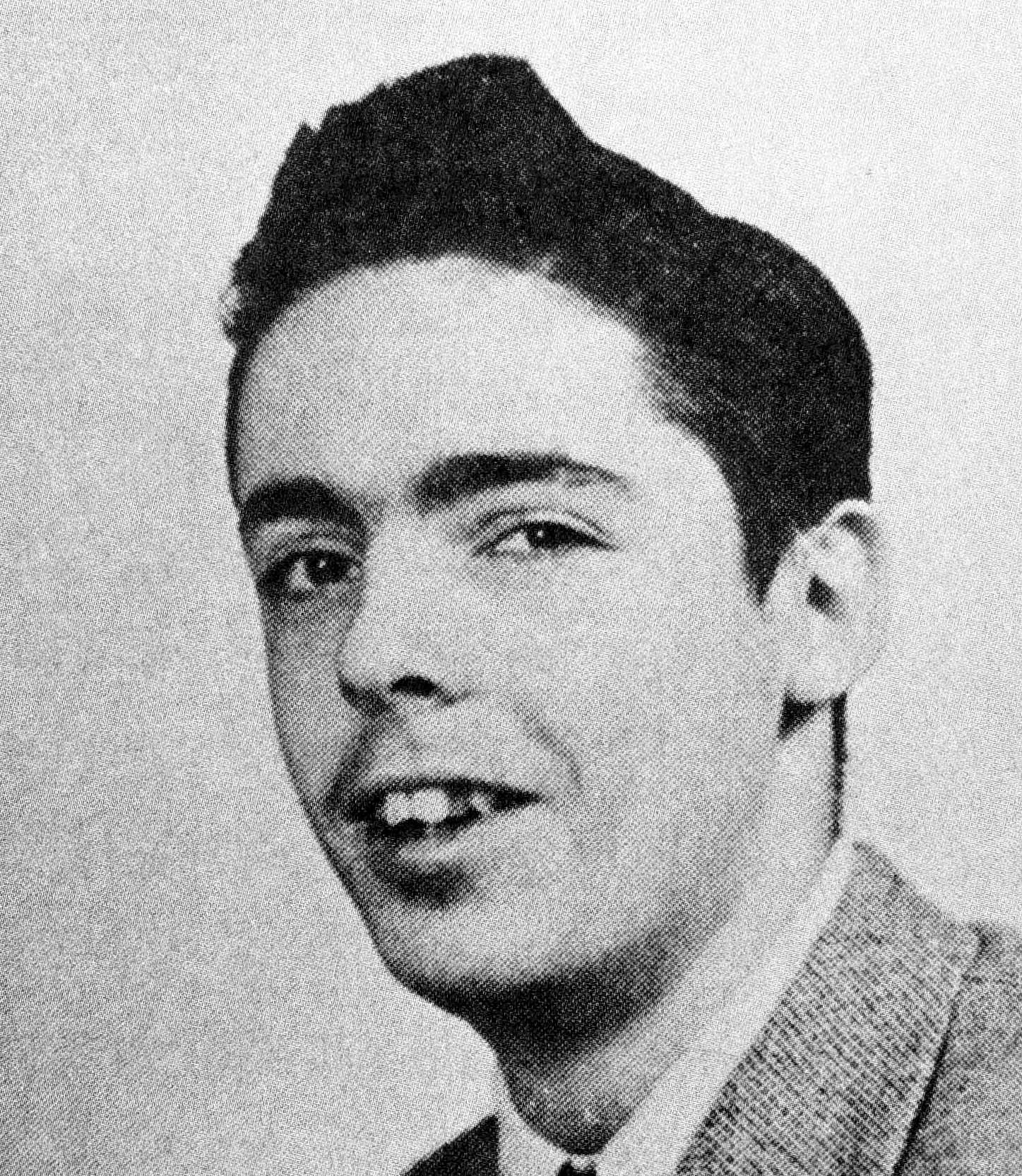
Pynchon en 1953.

Pynchon estudió en la Oyster Bay High School, donde fue nombrado «estudiante del año». En esa época escribió algunas narraciones para la revista de su instituto que contenían ya algunos motivos literarios y temáticos recurrentes en lo que sería más tarde su obra: nombres llamativos, humor explosivo, el uso de drogas ilícitas y la paranoia. En 1953 con 16 años, Pynchon entró en la Universidad de Cornell para estudiar física e ingeniería. Abandonó sin embargo la universidad al final de su segundo año para entrar en la Marina de los Estados Unidos en plena guerra del Sinaí. Regresó a la Universidad de Cornell en 1957 para seguir un curso de inglés y publicó su primera novela en mayo de 1959, titulada The Little Rain, la cual cuenta la experiencia real de un amigo en el ejército.
En Cornell, Pynchon se hizo amigo de Richard Fariña y los dos desarrollaron lo que Pynchon señaló como un «microculto» a la novela Warlock de Oakley Hall. Pynchon asistió durante ese tiempo a unos cursos dados por Vladimir Nabokov, que enseñaba entonces literatura en Cornell. Nabokov declaró tiempo después no tener recuerdo alguno de Pynchon, aunque su mujer Vera dijo recordar su singular escritura, mezcla de letras en cursiva e impresas. Otros profesores de Cornell, entre ellos el escritor James McConkey, recordaron a Pynchon como un escritor dotado y talentoso.
En 1958, Pynchon y un compañero de clase llamado Kirkpatrick Sale escribieron una comedia musical de ciencia ficción, titulada Minstrel Island, que expone un mundo futuro regido por las reglas de la firma IBM. Pynchon recibió su diploma en junio de 1959.

## Carrera

### V.
Tras su partida de Cornell, Pychon comenzó a trabajar en su primera novela y al mismo tiempo estuvo empleado de febrero de 1960 a septiembre de 1962 como redactor técnico para la firma Boeing en Seattle. Compiló unos artículos para el Bomarc Service News, la newsletter que acompaña el desarrollo del misil tierra-aire BOMARC, empleado por la Fuerza Aérea de los Estados Unidos. Su experiencia en Boeing lo inspiró a crear la empresa ficticia «Yoyodin», que aparece en V. y La subasta del lote 49. Le ofreció además una gran parte de la materia prima de El arco iris de gravedad. A su publicación en 1963, V. recibió el premio de la Fundación William Faulkner a la mejor primera novela del año.
Tras su partida de Boeing, Pynchon pasó un tiempo entre Nueva York y México antes de instalarse en California, donde, según ciertas fuentes permaneció durante la mayoría de los años sesenta y el comienzo de los setenta. La redacción de El arco iris de gravedad, su obra más célebre, parece haberse desarrollado durante este periodo en un apartamento de Manhattan Beach. Pynchon flirteó con el modo de vida y los hábitos de la cultura hippie. En 1966 escribió un reportaje, «A Journey into the Mind of Watts», publicado en New York Times Magazine. Desde los años sesenta, publicó regularmente prefacios y críticas para un gran número de novelas y ensayos. Por ejemplo, para Warlock de Oakley Hall, que apareció al lado de comentarios de otros siete escritores en «A Gift of Books», número de diciembre de 1965 de la revista Holiday.
En una carta de abril de 1964 para su agente, Candida Donadio, escribió que hacía frente a una crisis de creatividad y que tenía cuatro novelas en taller: «Si yo las retranscribiera sobre el papel tal y como están en mi cabeza, constituirían el evento literario del milenio» (If they come out on paper anything like they are inside my head then it will be the literary event of the millennium). En diciembre de 1965, declina educadamente una invitación de Stanley Edgar para enseñar literatura en el Bennington College, respondiendo que ha resuelto escribir tres novelas a la vez. Posteriormente, Pynchon calificó esta decisión como «un momento de locura temporal» (a moment of temporary insanity) y precisó que estuvo tentado de abandonar una entre ellas.

### La subasta del lote 49
La segunda novela de Pynchon, La subasta del lote 49, apareció algunos meses más tarde en 1966. Recibió el premio de la Fundación Richard y Hilda Rosenthal poco después de su publicación. Es más concisa y lineal que otras novelas de Pynchon, y mezcla –como otras obras del autor– elementos cultural e históricamente heterogéneos. Su intriga sigue las trazas de un antiguo servicio postal secreto conocido con el nombre de «The Tristero» o «Trystero» como parodia del drama jacobino y de la conspiración que implicaba a los germanoamericanos de la Segunda Guerra Mundial. Como V., la novela contiene innumerables referencias a la ciencia y a oscuros eventos históricos y explora las franjas periféricas de la sociedad americana. Utiliza también canciones paródicas y referencias a la cultura popular con alusiones eruditas, por ejemplo a la Lolita de Nabokov. En 1968 fue uno de los 447 suscriptores de la «Writers and Editors War Tax Protest», manifiesto firmado por autores y editores que rechazaban pagar el 10% de impuestos para financiar la guerra de Vietnam.

### El arcoíris de gravedad
El arco iris de gravedad, publicado en Estados Unidos en 1973, constituye la novela más celebrada de Pynchon. Mezcla, con un virtuosismo que el autor no había alcanzado anteriormente, un gran número de temas ya abordados en sus primeras novelas: preterición, paranoia, racismo, colonialismo, conspiración, sincronicidad o entropía. Considerado como uno de los arquetipos de la posmodernidad en literatura, El arco iris de gravedad ha suscitado un gran número de comentarios y exégesis, dos "guías del lector" y numerosos ensayos.
La mayor parte de la novela se desarrolla en Londres y en Europa en los últimos meses de la Segunda Guerra Mundial y en las semanas que siguieron inmediatamente a la capitulación de Alemania el ocho de mayo de 1945. La incertidumbre que tienen los personajes y los diferentes narradores sobre las circunstancias históricas en las cuales están colocados y en particular el Holocausto no es jamás resuelta. El contraste entre esta duda permanente y la importancia que desempeñan sus actos en la representación común de este periodo histórico constituye uno de los motivos de la tensión dramática de la novela, que ejerce una erudición impresionante en campos tan variados como la química, las matemáticas, la historia, la religión, la música, la literatura y el cine. Pynchon ha trabajado sobre la novela a lo largo de los años sesenta y el comienzo de los setenta, cuando vivía en California y México, y tras su composición efectuó modificaciones y adiciones al manuscrito hasta el día mismo de su impresión.
Esta novela le reportó el National Book Award en 1974 juntamente con A Crown of Feathers and Other Stories de Isaac Bashevis Singer, aunque Pynchon rechazó el premio. Ese mismo año el jurado recomendó la novela para el Premio Pulitzer en su categoría de novela; sin embargo, los administradores del premio opusieron su veto estimando que la novela era "ilegible, sobreescrita y obscena". En 1975, Pynchon declinó la medalla William Dean Howells de la Academia Americana de Artes y Letras.

### Vineland
La cuarta novela de Pynchon, Vineland, se publicó en los Estados Unidos en 1990. Se desarrolla principalmente en California y su centro de gravedad, si se le puede encontrar uno solo, es la relación de un agente del FBI implicado en el proyecto COINTELPRO y una cineasta radical experta en artes marciales. Su relación ilustra, con un humor no exento de melancolía, la oposición entre la ebullición social de los años sesenta y la represión nixoniana que atraviesa este periodo de la historia estadounidense. La novela recibió una calurosa crítica por parte del escritor Salman Rushdie.
En 1988 Pynchon recibió el Premio MacArthur Fellowship y, desde principios de los noventa, numerosos comentaristas mencionaron al autor como uno de los principales candidatos al premio Nobel.

### Mason & Dixon
La quinta novela de Pynchon, Mason & Dixon se publicó en 1997 en los Estados Unidos. Su redacción empezó en enero de 1975. Ricamente documentada, se presenta como una vasta saga que narra las vidas y carreras de dos astrónomos ingleses, Charles Mason y su colega Jeremiah Dixon, encargados de trazar la línea de demarcación entre Maryland y Pensilvania (la futura línea Mason-Dixon). El lenguaje es un pastiche del inglés del siglo XVIII. Esta novela ha inspirado al exguitarrista de Dire Straits, Mark Knopfler, la escritura de la canción «Sailing to Philadelphia», del álbum del mismo título (2000).

### Contraluz
La sexta novela de Pynchon, Contraluz, llegó precedida de una serie de rumores sobre posibles temas y fuentes de inspiración, como la vida y amores de Sofia Kovalevskaya. En julio de 2006 apareció en Amazon.com una reseña de un nuevo libro, aun sin título. La nota, escrita por Pynchon, indicaba que la novela tendría lugar entre la Exposición universal de Chicago de 1893 y los acontecimientos que preludiaron la Primera Guerra Mundial, y que contendría cameos de Nikola Tesla, Béla Lugosi o Groucho Marx, así como "canciones estúpidas" y "extrañas prácticas sexuales".
Contraluz apareció el 21 de noviembre de 2006. El libro obtuvo poca promoción por parte de la editorial Penguin y los críticos literarios lo recibieron con poca antelación. Algunos de ellos rechazaron la obra por su longitud y dificultad, aunque otros lo defendieron como la culminación del pensamiento y estilo de Pynchon.

### Vicio propio
En octubre de 2008 surgieron nuevos rumores sobre una nueva novela de Pynchon. Estos fueron confirmados, y en agosto de 2009 apareció Vicio propio. Para su promoción se emitió un vídeo, actualmente disponible en Youtube, con una narración del autor. Vicio propio rompe con estilo abigarrado de las novelas anteriores y ofrece una narrativa más breve y lineal de lo acostumbrado en Pynchon.
El director Paul Thomas Anderson ha adaptado esta novela al cine, por primera vez en la carrera de Pynchon. La película, escrita por Anderson, se anunció en 2011, se rodó en 2013 y se estrenó en marzo de 2015. Cuenta con Joaquin Phoenix en el papel protagonista. Otros actores que aparecen son Josh Brolin, Owen Wilson, Benicio del Toro y Reese Witherspoon.

### Al límite
El 4 de enero de 2013, el editor Ron Charles anunció vía Twitter la próxima aparición de una nueva novela de Pynchon, como siempre a través de la editorial Penguin. El 25 del mismo mes, Penguin confirmó que el título sería Bleeding Edge. 
La obra tendría lugar en Sillicon Alley, Manhattan, entre los años de la debacle de la burbuja de las punto com y el atentado del 11 de septiembre de 2001.
Al límite apareció el 17 de septiembre de 2013 y recibió buenas críticas. Resultó nominado, aunque no vencedor, del National Book Award, que Pynchon ya había ganado con El arco iris de gravedad.

## Vida privada
Pynchon padece una extrema fobia social [cita requerida]. En 1997, poco después de la publicación de Mason y Dixon Pynchon fue encontrado y filmado por la CNN. Irritado por ello, aceptó hacer una entrevista a cambio de la no difusión de esas fotografías. Cuando se le interrogó por su naturaleza reclusa, Pynchon respondió: «Creo que recluso es una palabra desfigurada por los periodistas; significa que no quiere hablar con los periodistas». Este rechazo a la publicidad por parte de Pynchon es compartido por muchos otros escritores americanos como B. Traven o J. D. Salinger; así resulta que su expediente universitario desapareció y se quemó el expediente de su servicio militar y, además, su nombre no figura en los registros de la empresa aeronáutica Boeing para la que trabajó.

## Análisis de la obra de Pynchon
Pychon es un escritor postmoderno que como tal mezcla cultura selecta y de masas. El rasgo más distintivo de las mismas es su extrema dificultad y complejidad estilística y estructural. Sus temas habituales son la entropía, la paranoia, el signo apocalíptico y decadente de la historia reciente, la desintegración del lenguaje, la ruptura de los sistemas en que vive encerrado el individuo, el sentido de la ciencia, el militarismo, el poder de los Estados, el control de las libertades, la manipulación de la tecnología y la ausencia de significado que preside nuestras vidas, inmersas éstas en el caos.

## Obra

### Novelas
- 1963: V.
- 1966: La subasta del lote 49
- 1973: El arco iris de gravedad
- 1990: Vineland
- 1997: Mason y Dixon
- 2006: Contraluz
- 2009: Vicio propio
- 2013: Al límite
- 2025: Shadow Ticket

### Cuentos
- 1984: Lento aprendizaje